# Ahmad Sariweh
Ahmed Nawaf Sariweh (23 de janeiro de 1994) é um futebolista profissional jordaniano que atua como meia.

## Carreira
Ahmad Sariweh representou a Seleção Jordaniana de Futebol na Copa da Ásia de 2015.